# Cantonul Serrières
Cantonul Serrières este un canton din arondismentul Tournon-sur-Rhône, departamentul Ardèche, regiunea Rhône-Alpes, Franța.

## Comune
- Andance
- Bogy
- Brossainc
- Champagne
- Charnas
- Colombier-le-Cardinal
- Félines
- Limony
- Peaugres
- Peyraud
- Saint-Désirat
- Saint-Étienne-de-Valoux
- Saint-Jacques-d'Atticieux
- Savas
- Serrières (reședință)
- Thorrenc
- Vinzieux